# Supermarine Walrus
El Supermarine Walrus (morsa en inglés) fue un avión de reconocimiento biplano  y anfibio británico desarrollado por R. J. Mitchell y construido por la compañía Supermarine para la Marina Real británica en el periodo previo a la Segunda Guerra Mundial. Fue ampliamente usado hasta el final del conflicto.

## Historia
El Supermarine Walrus se desarrolló para el uso en cruceros como respuesta a una petición de 24 unidades de la Fuerza Aérea Australiana (RAAF) en 1933, por lo que mantuvo su nombre original Seagull V. El primer prototipo voló el 21 de junio de 1933 y el Walrus se constituyó como el primer avión anfibio embarcado del mundo en ser lanzado desde una catapulta de crucero en su peso máximo (a plena carga militar). Las unidades de Walrus prestaron servicio en buques como el HMAS Sidney, el HMAS Camberra (D33), el HMS Perth y el HMAS Australia.
Dado los buenos resultados de su homóloga australiana, la Royal Navy encargó entonces en 1935, 216 unidades Walrus MK I (nombre por el cual era conocido en Inglaterra), estas unidades eran de casco de aluminio, biplazas y armadas con dos  ametralladoras de 7,70 mm en una disposición ya anticuada a proa y popa que exponían al artillero al fuego directo al carecer de blindaje. Fueron embarcados en cruceros exploradores de la clase York, clase Town y la clase County.
Fueron aviones muy versátiles; sin embargo, eran muy vulnerables, en efecto, si los Walrus eran sorprendidos por cazas enemigos durante el desarrollo de sus misiones, sus posibilidades de escapar eran muy escasas y casi siempre estos encuentros concluían con resultados fatales para el frágil aparato y sus tripulaciones; pero en el caso de patrullaje antisubmarino y rescate en el mar, los Walrus tuvieron mucho éxito.
Más tarde, durante la Segunda Guerra Mundial, los Walrus fueron usados a bordo de los acorazados Clase King George V, el crucero de batalla Repulse y el acorazado Nelson, como avión catapultable, y en portaviones con despegue desde cubierta gracias a su tren retráctil y sus alas plegables.
El castillo de Lews fue usado como base de entrenamiento de tripulaciones de Walrus y por el primer grupo operativo n.º 700; en total unos 41 grupos operativos de entre seis y diez unidades emplazadas en tierra y en portaviones fueron conformados por el Reino Unido.
En 1940, las líneas de ensamblaje fueron transferidas a Saunders-Roe en la isla de Wight donde se desarrolló la versión Walrus MK II que era con casco de madera, pero con una mejor propulsión usando un Bristol Pegasus VI en vez del modelo II; no todas las unidades tuvieron casco de madera, unas 270 unidades de las 453 se fabricaron con casco de metal. La razón del cambio de aluminio a madera fue la gran demanda del metal en la fabricación de los Supermarine Spitfire que demandaba la batalla de Inglaterra.

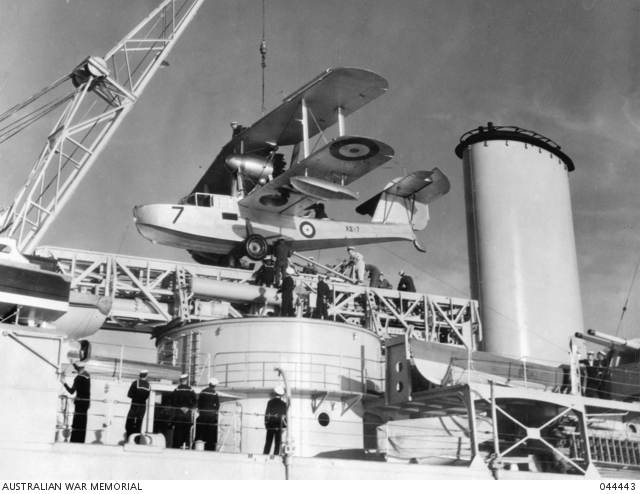
Un Walrus MK II embarcado en un crucero ligero Clase Leander.

Fueron usados principalmente en labores de exploración y designación de blancos navales, además de rescate en el mar donde fueron muy bien considerados por las tripulaciones caídas en el mar, las cuales eran rescatadas en cualquier condición por sus heroicas tripulaciones.
Algunas pocas unidades fueron armadas con bombas de 350 kg para bombardeos sobre blancos estacionarios como es el caso del bombardeo de tanques de combustible en la Somalia Italiana, el 21 de junio de 1940. Y en otros casos fueron empleados en el patrullaje antisubmarino equipado con dos cargas de profundidad.
Terminado el conflicto, la producción del Supermarine Walrus fue finalizada (740 unidades producidas) y las unidades sobrevivientes fueron transferidas a Francia, Argentina, Egipto, Irlanda, Turquía y la Unión Soviética.
Actualmente sólo se conservan en museos aeronáuticos: tres Supermarine Walrus, dos en Inglaterra y uno en Australia.

## Especificaciones (Walrus Mk I)

### Características generales
- Tripulación: 1 piloto
- Capacidad: 2 plazas (incluido piloto), más tarde 3 a 4 plazas.
- Envergadura: 14 m (45,9 ft)
- Peso vacío: 2200 kg (4848,8 lb)
- Peso útil: 1400 kg (3085,6 lb)
- Peso máximo al despegue: 3600 kg (7934,4 lb)
- Planta motriz: 1× Bristol Pegasus II y VI, radial de empuje trasero.
  - Potencia: 474 kW (635 HP; 644 CV) 770 hp
- Casco: Aluminio o madera (Walrus MK II).

### Rendimiento
- Velocidad máxima operativa (Vno): 214 km/h (133 MPH; 116 kt) (velocidad media).
- Alcance: 965 m (3166 ft)
- Techo de vuelo: 1450 m (4757 ft) 5600 m (máximo)

### Armamento
- Ametralladoras: 2-3× Vickers K de 7,70 mm
- Bombas: 2 bombas de 350 kg o su equivalente en cargas de profundidad.

### Aeronaves similares
- CANT Z.501
- Grumman J2F Duck
- Beriev MP-1